# ОШ „Татомир Анђелић” Мрчајевци
ОШ „Татомир Анђелић” Мрчајевци, насељеном месту на територији града Чачка, основана је 1837. године. Школа од 2005. године носи име по Татомиру Анђелићу, математичару и академику Српске академије наука и уметности.
Школа је од 1945. до 1960. године седам пута мењала свој статус. Од четвороразредне школе прерасла је у прогимназију, затим у непотпуну гимназију, те у једногодишњу "праву"гимназију, осмолетку и у огледну Основну школу.
Данас школа поред матичне школе, има у саставу шест издвојених одељења и то у Мојсињу, Остри, Доњој Горевници, Бечању, Вујетинцима и Катрзи.